# クリス・スミス (映画監督)
クリス・スミス（Chris Smith、1970年 - ）は、アメリカ合衆国のドキュメンタリー映画監督。

## 主なフィルモグラフィ

### 映画
- 素晴らしき映画野郎たち American Movie (1999) 監督・製作、スターチャンネルで放送
- イエスメン 〜大資本と戦うお笑いテロリスト〜 The Yes Men (2003) 監督・製作・撮影、『松嶋×町山 未公開映画を観るTV』で放送
- COLLAPSE Collapse (2009) 監督・製作・撮影、『松嶋×町山 未公開映画を観るTV』で放送
- ジム&アンディ Jim & Andy: The Great Beyond (2017) 監督・製作、Netflix配信
- FYRE: 夢に終わった史上最高のパーティー Fyre (2019) 監督・製作、Netflix配信
- バーシティ・ブルース作戦:裏口入学スキャンダル（英語版） Operation Varsity Blues: The College Admissions Scandal (2021) 監督・製作、Netflix配信
- "Sr.":ロバート・ダウニー・シニアの生涯 "Sr." (2022) 監督・撮影、Netflix配信
- ワム!（英語版） Wham! (2023) 監督・製作、Netflix配信

### テレビシリーズ
- 100フィートの波/100 FOOT WAVE（英語版） 100 Foot Wave (2021-継続中) 計12話監督・製作総指揮
- バッド・ヴィーガン:サルマ・メルンガイリスの栄光と転落（英語版） Bad Vegan: Fame. Fraud. Fugitives. (2022) 全4話監督・製作総指揮、Netflix配信